# Francis Bellamy
Francis Julius Bellamy (18 tháng 5 năm 1855 – 28 tháng 8 năm 1931) là một mục sư và tác giả người Mỹ theo chủ nghĩa xã hội Cơ đốc giáo Baptist . Ông được biết đến nhiều nhất với tư cách là người viết phiên bản gốc của Lời Thề Trung thành vào năm 1892.